# Amós Salvador Carreras
Amós Salvador Carreras (Logroño, 18 de octubre de 1879-Madrid, 23 de abril de 1963) fue un arquitecto y librepensador español vinculado a la vida intelectual y política del primer tercio del siglo XX.

## Biografía
Miembro de una familia de políticos liberales, fue el mayor de los tres hijos de Amós Salvador Rodrigáñez. Estudió Arquitectura en Madrid, y tras licenciarse en 1902 estableció su despacho en la calle Tetuán, en el mismo edificio en que se encontraba su propia casa. En el ejercicio de la profesión proyectó y construyó numerosas obras, entre las que cabe citar la más afamada, la fábrica de la Perfumería Gal de Madrid, al final de la calle de la Princesa o la remodelación total de la antigua fábrica de tabacos de la calle Embajadores, también en Madrid. En su ciudad natal, Logroño, también proyectó algunos trabajos. La mayor concentración de edificios de su mano se encuentra, no obstante, en el Valle de Laciana, comarca del noroeste leonés en la que construyó diversos edificios escolares y casas para particulares en la década de 1910. A esta comarca estuvo vinculado a través de su esposa, Josefina Álvarez Carballo y Prieto, la cual pertenecía a una acaudalada familia de dicha zona.
Librepensador e intelectual, formó parte desde su juventud del Ateneo de Madrid y allí conoció a Manuel Azaña y Cipriano Rivas Cherif, entre otros intelectuales. Fundó junto a su hermano Miguel Salvador Carreras la Universidad Popular de Madrid en 1903. Hay noticia de sus continuados viajes por España y el extranjero, de su afición a la lectura y la fotografía, así como del hecho de que poseía la mejor biblioteca particular de arquitectura de su tiempo. De 1903 a 1905 fue crítico musical del periódico El Globo, labor que continuó su hermano Miguel.
Inició su carrera política como diputado por el distrito leonés de Ponferrada como miembro del Partido Liberal en las elecciones de 1910, volviendo a obtener un escaño, en esta ocasión por Castellón, en las elecciones de 1913, provincia por la que volvería a ser elegido en las elecciones de 1918. A partir de entonces volvería a ser elegido por la circunscripción de Logroño en las elecciones de 1919, 1920 y 1923.

### Segunda República
Tras proclamarse la Segunda República, participó en las elecciones de 1933 como miembro de Acción Republicana. En diciembre de 1933, dimitió de su cargo de consejero en el Banco de España.
En las Elecciones de 1936 en representación de Izquierda Republicana, ambas por Logroño. En 1933 también fue candidato por Madrid, sin conseguir ser elegido.
Fue ministro de Gobernación entre el 19 de febrero y el 10 de mayo de 1936 bajo la presidencia de Manuel Azaña, de quien se dice que fue íntimo amigo hasta el punto de ser, él y el cuñado de éste, Cipriano Rivas Cherif, las dos únicas personas que le tuteaban.
Tras el final de la guerra civil, estuvo refugiado en Francia y se exilió, posteriormente, en Caracas hasta 1945, con algunas estancias en Nueva York, donde residían su hija Mercedes y su yerno, Demetrio Delgado de Torres, que fue Subsecretario de Economía y asesor personal de Juan Negrín. Entre 1943 y 1944 fue delegado de la Junta Española de Liberación en Venezuela, liderada por Diego Martínez Barrio e Indalecio Prieto desde México, siendo sustituido por Toribio Echeverría.
Sometido a la expropiación de sus bienes por el Tribunal de Responsabilidades Políticas, que le impuso la sanción más alta impuesta por el franquismo a un ciudadano español (100 millones de pesetas, que finalmente y tras largos años de batalla judicial se convirtieron en 100 000 pesetas), pudo regresar en 1949 a Madrid, donde residió apartado de toda actividad política hasta su muerte en 1963.